# Приключенията на Пинокио
„Приключенията на Пинокио“ (оригинално заглавие на италиански: Le avventure di Pinocchio. Storia di un burattino – „Приключенията на Пинокио. Историята на една дървена кукла“) е книга за деца от италианския писател Карло Колоди. За първи път е публикувана като самостоятелно издание през 1883 година. Считана е за класическо произведение в детската литература.

## Сюжет
Пинокио е жива марионетка, която бедният старец Джепето издялва от къс дърво. Заради своята наивност и стремежа си към лесен и безгрижен живот, Пинокио се озовава в редица трудни и опасни ситуации, като неведнъж животът му е в опасност. Накрая той започва примерен живот, като учи, работи и се грижи за татко Джепето. Пинокио е възнаграден за своята доброта – превръща се в истинско момче.

## Адаптации
„Приключенията на Пинокио“ е адаптирана многократно, като някои версии се придържат към оригинала, а други интерпретират историята по-свободно. По книгата са правени игрални и анимационни филми за киното и телевизията, театрални постановки, мюзикъли, опера. През 1936 г. Алексей Толстой написва известна руска интерпретация на историята за дървеното човече – „Златното ключе или приключенията на Буратино“. Сред известните филмови версии са анимационният „Пинокио“ (1940) на компанията Дисни и игралният „Пинокио“ (2002) на режисьора Роберто Бенини.